# Zilog eZ80
ZiLOG eZ80 är en Z80-kompatibel mikroprocessor och mikrokontroller (olika versioner) med 8 bitars databuss och 24 bitars adressbuss och register. Den lanserades 2001 och är en snabb och förbättrad version av Z80 som klarar att linjärt adressera 16 MB minne utan MMU (Memory Management Unit) genom att registren HL, BC, DE, IX, IY, PC, och SP utökats från 16 till 24 bitar.
Processorn har en 24-bitars ALU (Aritmetisk logisk enhet) och parallellt arbetande exekveringsenheter (en så kallad "pipeline") och är därför snabb. Den saknar både multiplexad buss och cacheminne (jämför Z280), vilket gör den lika enkel att arbeta med, och lika förutsägbar vad gäller exakta exekveringstider, som Z180 och Z80.
Zilog eZ80 är alltså (precis som till exempel Z380) binärkompatibel med Z80 och Z180 och i medeltal nästan fyra gånger så snabb som den ursprungliga Z80. Vissa instruktioner uppvisar dock betydligt större förbättringar; exempelvis är ADD HL,BC elva gånger så snabb vid samma klockfrekvens. Processorn finns tillgänglig för frekvenser upp till 50 MHz (2005) och är då jämförbar med en Z80 på runt 200 MHz om tillräckligt snabbt minne användes (det vill säga inga väntelägen behövs).
Processorn har en liknande extern buss som den ursprungliga Z80-familjen och samma namn på signaler och pinnar (RD, WR, MREQ, IORQ, BUSREQ, BUSACK etc), men förstås även utökningar, till exempel fyra avkodade chip-select-signaler. Versioner finns med inbyggt flashminne upp till 256 KB och/eller statiskt RAM (SRAM) upp till 16 KB. Programvara för bland annat en gratis TCP/IP-stack och en realtidskärna finns tillgänglig, även ett operativsystem baserat på XINU finns färdigt.